# Ярославская Оранта
Икона «Ярославская Оранта» — икона Богородицы, написанная, по различным оценкам, в XI—XIII веках и происходящая из Спасо-Преображенского монастыря в Ярославле. Икона также известна под названиями «Знамение Божией Матери», «Богоматерь Великая Панагия».

## Датировка и авторство
Среди искусствоведов не существует единого мнения относительно точного времени создания иконы, однако все исследователи отмечали преемственность стиля иконы от киевских мозаик. И. Э. Грабарь датировал икону XI — началом XII века, А. И. Некрасов и Д. В. Айналов — началом XII века, В. И. Антонова и Н. Е. Мнёва — 1114 годом, М. В. Алпатов — XII веком, А. И. Анисимов — не раньше конца XII века,  С. И. Масленицын — около 1218 годом, В. Н. Лазарев — 20—30 годами XIII века. В каталоге Государственной Третьяковской галереи (1995 год) указывается датировка первой третью XIII века.
Согласно преданию, икона была создана преподобным Алипием, монахом киевского Печерского монастыря.

## История иконы
Известно, что в начале XIX века икона находилась в алтаре Спасо-Преображенского собора Ярославля, откуда из-за ветхости была между 1811 и 1818 годами была передана в монастырскую ризницу. Икона обнаружена в 1919 году экспедицией Центральных государственных реставрационных мастерских. Специалист в области древнерусской живописи В. И. Антонова так описывала обнаружение иконы:

В полутемной рухлядной (кладовой) Спасского монастыря в Ярославле среди пыльной ветоши… опытные руки иконника Г. О. Чирикова ощутили неровную поверхность огромной старой доски с характерными для древнейшей поры шпонками. Икона оказалась покрытой плотной малярной живописью XVIII — XIX веков, лежащей поверх нового грунта, наглухо закрывшего, казалось бы, вовсе утраченный первоначальный слой.
А под этим грунтом таилась почти неповрежденная «Оранта — Великая Панагия», быть может, созданная вдохновением первого русского художника, легендарного Алимпия Печерского.

В 1925—1929 годах была проведена реставрация иконы И. И. Сусловым, Г. О. Чириковым и В. О. Кириковым. В Государственную Третьяковскую галерею в Москве икона поступила в 1930 году, где находится и настоящее время.

## Иконография
Богоматерь в тёмно-синем хитоне, поверх которого надет коричнево-красный пурпурный мафорий, стоит на овальном орнаментированном красном ковре, поднявши руки с раскрытыми ладонями до уровня плеч. На ее груди — медальон с поясным изображением Христа в пурпурном хитоне с оранженево-красным гиматием, широко распростершим руки с пальцами, сложенными в ораторском жесте. В верхних углах иконы расположены заключенные в белые кольца полуфигуры предстоящих Богоматери архангелов Михаила и Гавриила в крещатых омофорах, с зерцалами в руках с изображением креста.
Композиция произведения обычно определяется в византийской иконографии, как Великая Панагия. В Древней Руси такое изображение называлось «Богородица Воплощение».
Икону в 1928 году опубликовал А. И. Анисимов, классифицировавший её тип как «Оранта». Однако В. И. Антонова и Н. Е. Мнёва считали, что Анисимов назвал её Орантой ошибочно, так как иконография Оранты представляет фигуру Богоматери в полный рост, с поднятыми руками, но без Младенца. 
Размеры иконы 193,2 × 120,5 см.